# 吕秀文
呂秀文（1886年—?）山东潍县人，国民革命军陆军中将。

## 生平
呂秀文毕业于日本东斌陆军学堂。呂秀文归国后，辛亥年腊月初（1911年）尚志社在曹州普通中学堂成立，他参加了该社。此后，他被该社派往安徽涡阳、蒙城地区搞军事，负责协助王锦韬集合旧部并收编武装，以便为此后的曹州起义提供外援。
1924年10月，乘曹州镇守使徐鸿滨潜逃的良机，曹州镇守使参谋长吕秀文为取得曹州镇守使一职而赴巨野抢占地盘。山东省督办郑士琦却派第二十混成旅旅长吴长植（属于皖系）接任曹州镇守使。吕秀文乃宣告独立，准备对抗郑士琦部。1925年4月，段祺瑞政府任命吕秀文为第三混成旅旅长。1925年4月，奉系张宗昌任山东省督办。同年4月，张宗昌派手下师长褚玉璞率兵力自济宁开赴曹州，准备攻取曹州。当时驻巨野的吕秀文手下营长王金韬放弃了巨野县城以及夏官屯的防线，退守龙固集，并派绅士孔宪泰赴曹州劝吕秀文取消独立，服从省里的命令。同年5月11日，国民军吕秀文部在曹州被张宗昌部毕庶澄缴械。
1929年2月至5月，他任山东省政府工商廳長，并任山东省政府委员。同年3月30日，接收济南委员会委员长崔士杰以及郭同、李庆施、吕秀文（接收胶济委员）共4人先后抵达济南，受到日方专车迎接。同年4月25日，孙良诚因对胶济接防办法不满而向蒋介石及谭延闿称病请辞，吕秀文代理山东省政府主席。
中原大战结束后，他任陆军第二十九军副军长（军长宋哲元）。抗日战争爆发后，他随军南下。后来，他任国民政府军事委员会中将高参、三十三集团军顾问。
1946年7月，呂秀文退役。

## 家庭
- 孙：吕宪锋，油画家[11]